# Teresa Roszkowska
Teresa Roszkowska (ur. 10 listopada?/23 listopada 1904 w Kijowie, zm. 25 października 1992 w Warszawie) – polska scenograf i malarka.

## Życiorys
Urodziła się w Kijowie, w rodzinie Adama, właściciela fabryki materiałów budowlanych, i Dorothei z d. Leischke (1882–1977). Miała młodszego brata Aleksandra (1906–1978). Po ukończeniu żeńskiego gimnazjum Aleksandry Duczyńskiej zaczęła naukę u Władysława Galimskiego. W 1922 roku rodzina Roszkowskich przeniosła się  do Warszawy. Zapisała się do prywatnej szkoły malarstwa i rysunku Konrada Krzyżanowskiego, dodatkowo przez kilka miesięcy 1923 roku uczęszczała na zajęcia w pracowni rzeźbiarki Zofii Trzcińskiej-Kamińskiej. W latach 1929–1930 studiowała w warszawskim Konserwatorium Muzycznym (w klasie fortepianu) i jednocześnie w warszawskiej Szkole Sztuk Pięknych w latach 1924–1930 (u Tadeusza Pruszkowskiego), między 1923–1931 była zawodniczką Polonii Warszawa – reprezentowała klub w hazenie i lekkiej atletyce. Od 1930 organizowała wystawy indywidualne własnych prac, które miały miejsce m.in. w Paryżu (1930), Genui (1931), Brukseli (1935), Bostonie, ponownie w Paryżu w 1937 (gdzie zdobyła Grand Prix sztuki dekoratorskiej), brała też udział w licznych wystawach w kraju.
W latach 1934–1936 studiowała scenografię w Państwowym Instytucie Sztuki Teatralnej. Jako scenograf współpracowała m.in. z Leonem Schillerem, Aleksandrem Zelwerowiczem i Edmundem Wiercińskim. Początkowo pracowała w Teatrze Ateneum w Warszawie, w 1936 związała się z Teatrem Polskim w Warszawie. W sezonie 1938–1939 została etatowym scenografem w tej placówce. Od 1938 roku pracowała sporadycznie przy produkcji filmów.
W okresie okupacji współpracowała z podziemiem artystycznym, uczestniczyła w pracach Tajnej Rady Teatralnej, m.in. zorganizowała w swoim mieszkaniu zebranie ludzi teatru z udziałem Jarosława Iwaszkiewicza. Po wojnie kontynuowała współpracę z Edmundem Wiercińskim, w tym w 1946 przy sztuce Elektra wystawionej w Teatrze Wojska Polskiego w Łodzi. W 1978 opracowała Zemstę reżyserowaną przez Kazimierza Dejmka.
Wystawiała także ponownie swoje prace malarskie, głównie w latach 60. i 70. Po 1978 roku poświęciła się wyłącznie malarstwu.
Mieszkała w Warszawie przy ul. Obrońców 15 na Saskiej Kępie. W nocy z 24 na 25 października 1992 została zamordowana w swoim domu. Sprawców zabójstwa nie ujęto. Pochowana na cmentarzu Powązkowskim (kwatera 272-3-30).

## Ważniejsze wystawy

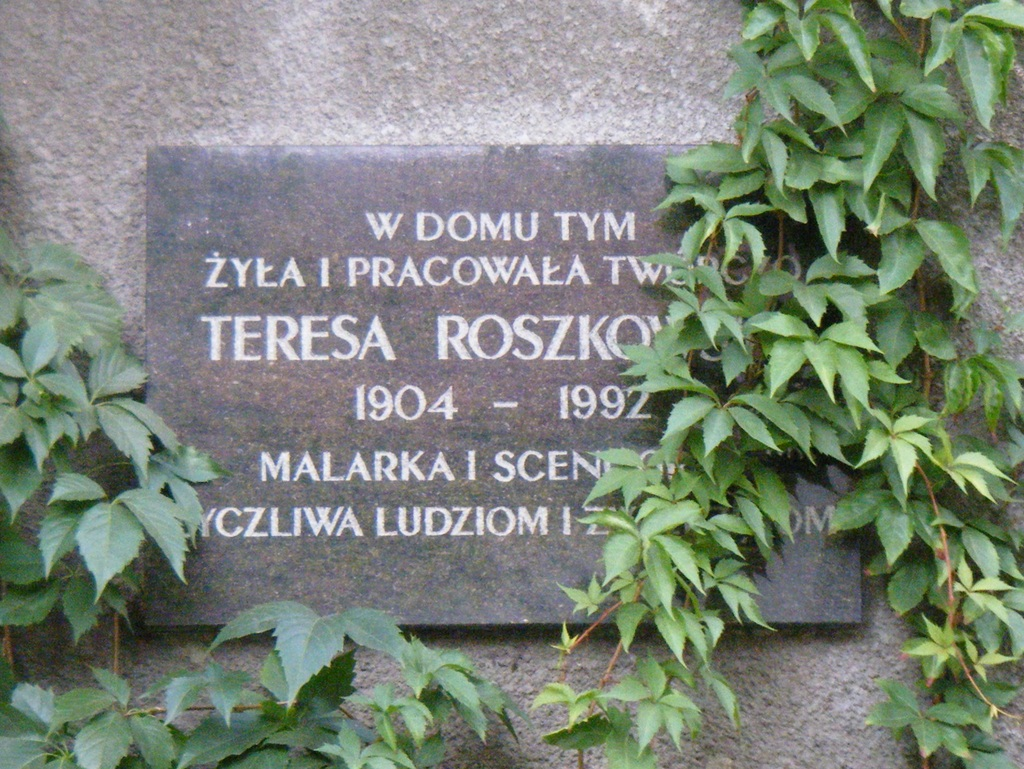
Tablica pamiątkowa przy ul. Obrońców 15 w Warszawie

### Indywidualne
- 1931– Malarstwo - Paryż, Galerie Bonaparte
- 1960– Scenografia - Londyn, Instytut Kultury Polskiej
- 1968– Malarstwo, rysunek - Warszawa, Zachęta
- 1983– Malarstwo, scenografia - Warszawa, Zachęta
- 1988– Malarstwo - Warszawa, Galeria Sceny Kameralnej Teatru Polskiego
- 1989– Scenografia - Warszawa, Muzeum Teatralne

### Zbiorowe
- 1930–1939 Wystawy Stowarzyszenia Plastyków „Szkoła Warszawska” - Warszawa IPS, TZSP, Galeria w Parku Sienkiewicza, TPSP, Genewa Musee Rath, Lwów TPSP, Rapperswil, Nowy Jork, Ottawa, Sztokholm
- 1936–1939 Wystawy Bloku Zawodowych Artystów Plastyków - Warszawa IPS, Rapperswil, Genewa Grand Musee, Sztokholm Liljevachs Konsthall, Londyn New Berlington Gallery
- 1932–1947 w Salonach Wiosennych i Zimowych - Warszawa IPS, Muzeum Narodowe
- 1937– Wystawa - Grand Prix, srebrny medal za scenografię do baletu Baśń Krakowska
- 1948– Wystawa Grupy Artystów Plastyków - Warszawa, Muzeum Narodowe
- 1950–1954 Ogólnopolskie wystawy plastyki- Warszawa, Muzeum Narodowe
- 1964–1979 w wystawach scenografii polskiej i światowej - Wenecja, Berlin CiiKP, Budapeszt, Nancy, Royan, Praga, La Rochelle, Amiens, Saint Denis, Mediolan Museo Teatralle alla Scala, Moskwa, Tallin, Oslo Muzeum Sztuki Stosowanej, Londyn Muzeum Wiktorii i Alberta, Birmingham Forum, Neuchatel Muzeum Etnograficzne, Budapeszt Torteneti Muzeum
- 1968– Wystawa W Pruszkowskiego - Warszawa, Muzeum Narodowe
- 1971– w wystawach rocznicowych i tematycznych organizowanych przez Muzeum Teatralne w Warszawie
- 1983– 70 lat Teatru Polskiego w Warszawie - Warszawa, Teatr Polski[5]

## Ordery i odznaczenia
- Krzyż Komandorski Orderu Odrodzenia Polski[5]
- Krzyż Oficerski Orderu Odrodzenia Polski[5]
- Krzyż Kawalerski Orderu Odrodzenia Polski (11 lipca 1955)[10]
- Medal 10-lecia Polski Ludowej (19 stycznia 1955)[11]
- Odznaka 1000-lecia Państwa Polskiego (1967)[12]
- Odznaka "Zasłużony dla Teatru Polskiego" (1976)[13]

## Nagrody
- Nagroda Państwowa II stopnia za twórczość w dziedzinie scenografii teatralnej i filmowej (1955)[14]
- Nagroda II stopnia Ministra Kultury i Sztuki za osiągnięcia w dziedzinie scenografii (1969)[15]

## Upamiętnienie
Od 1997 roku Fundacja im. Leona Schillera oraz Polski Ośrodek Międzynarodowego Instytutu Teatralnego przyznają co dwa lata Nagrodę im. Teresy Roszkowskiej dla najlepszych młodych scenografów.
Na domu, w którym mieszkała, znajduje się tablica upamiętniająca Teresę Roszkowską, uważaną za jedną z najbardziej charakterystycznych mieszkanek Saskiej Kępy. 